# Восстание в Ейске (1920)
Красное восстание в Ейске (так же известно по местному названию «Странное восстание») — восстание противодействующих Белой Армии сил под объединением Ейского подпольного комитета в феврале 1920 года. Несмотря на кратковременные успехи, было жестко подавлено силами отборных частей Белой Армии.

## Ейск зимой 1920 года
К концу 1919 года Добровольческая армия начала испытывать серьезные трудности. Политика Деникина в отношении крестьянства и казачества оттолкнула от белого движения широкие слои населения Кубани. Русский экспедиционный корпус генерала Лохвицкого, после эвакуации из Франции расположенный в Ейске, отказался идти на фронт, а набранная из мобилизованных ейчан учебная рота полностью погибла из-за небоевых причин. Как результат, участились случаи дезертирства. На окраинах города горожанами была устроена сеть убежищ, в которых прятались дезертиры. Известно, что дезертиры прятались даже в центре города большими группами.
В этом же году, группа ейчан (33 человека) на лодках переправилась в Мариуполь, который был занят махновцами. Эти люди воевали под чёрным знаменем анархии.
Вскоре, появилось большое количество подпольных повстанческих ячеек. Главной целью повстанцев являлось свержения власти белогвардейцев в Ейске. Основу ячеек составляли дезертиры, солдаты гарнизона, рабочие. В итоге, эти группировки объединились, был создан подпольный комитет под председательством В.Норенко (псевдоним — Кухаренко). В составе организации было около 88 человек.

## Восстание
В ночь с 3 на 4 февраля следующего, 1920 года, члены организации завладели всеми важными объектами в городе и разоружили гарнизон белых. Одновременно вспыхнуло восстание в «залиманье» .
Повстанцы сформировали отряды из мирных жителей, им было роздано более 16 тысяч винтовок. Однако, руководство злоупотребило спиртным и потеряло контроль над ситуацией. Были сделаны попытки реорганизовать органы местного самоуправления: городская управа была заменена коммунально-муниципальным отделом (Н.Кипор).

## Подавление восстания
Деникин направил части Марковской и Дроздовской дивизий против повстанцев. 7 февраля одержав победу в коротком бою на подступах к городу, марковцы захватили власть, учинив расправу над восставшими. Около двухсот человек сумели бежать в Таганрог по льду.